# Tembleque
Tembleque è un comune spagnolo di 2 149 abitanti situato nella comunità autonoma di Castiglia-La Mancia.
Di notevole interesse la Plaza Mayor, del XVII secolo, con il palazzo comunale e su tre lati edifici con un eleganti porticati su tre ordini in pietra e legno, così progettata per essere il centro delle attività della cittadina ma anche per poter fungere da plaza de toros. Altri edifici di grande interesse sono l'imponente Iglesia de Nuestra Señora de la Asunción e la Casa de las Torres, palazzo barocco dichiarato Bene di interesse culturale dal 1979.